# Exivious
Exivious est un groupe néerlandais de death metal technique, originaire d'Utrecht, actif entre 1997 et 2017.

## Histoire
Le groupe est formé en 1997 par le guitariste Tymon Kruidenier (ex-Cynic). Jan Henningheim et le batteur Iwan Hendrikx rejoignent le groupe. Au début, Kruidenier s'occupe également du chant. Au début, les pistes de basse étaient générées par ordinateur. En 2001, une démo de deux chansons est réalisée. Rob Van Der Loo fait également partie du groupe en tant que bassiste. Un peu plus tard, le projet est mis en pause, et ce n'est qu'en 2005 qu'une formation fixe se fait aux côtés de Kruidenier, du bassiste Robin Zielhorst (ex-Cynic), du guitariste Michel Nienhuis et du batteur Stef Broks (Textures). Un peu plus tard, Frans Verburg rejoint le groupe en tant que claviériste. Le premier album, éponyme, du groupe suit en 2009 en auto-édition. 
En 2010, le projet est mis en pause, Kruidenier et Zielhorst se consacrant à Cynic. Un an plus tard, ils se séparent de Cynic, permettant ainsi à Exivious de continuer. Broks s'étant entre-temps consacré entièrement à Textures, il est remplacé par Yuma van Eekelen. En 2011, le groupe participe au Brutal Assault tchèque. L'année suivante, une tournée européenne est organisée avec Obscura, Spawn of Possession et Gorod. Fin 2012, le groupe lance un financement participatif pour le deuxième album, Liminal. L'objectif de 8 000 euros est atteint en une semaine ; au final, la somme finale est environ deux fois plus élevée. L'enregistrement de l'album commence en novembre 2012 et se termine en avril 2013. L'album est mixé et produit par le guitariste Tymon Kruidenier. En août 2013, le groupe signe un contrat avec Season of Mist,. L'album sort début novembre sous ce label. Le 12 décembre 2016, le groupe annonce sur son site officiel que, par manque d'intérêt pour poursuivre le style du groupe et pour se consacrer à de nouveaux projets, il se séparerait en 2017 après quelques concerts d'adieu,.

## Style musical
metalunderground.com décrit que sur leur premier album éponyme, le groupe était classé dans la catégorie fusion avec des influences de death metal technique, alors que sur l'album Focus, Cynic était plutôt un groupe de death metal technique avec des influences de fusion. De plus, le style musical est désormais toujours instrumental. L'utilisation d'une basse fretless était en outre également caractéristique. Le style musical de l'album est comparable aux premières œuvres de Cynic et d'Alarum.
Anton Kostudis de metal.de a également constaté que le deuxième album, Liminal, était plus jazz que metal. Les chansons sont progressives et semblent bien structurées. Kostudis a décrit la musique comme un mélange de The Dillinger Escape Plan, The Safety Fire et Oceansize. Oliver Paßgang de Powermetal.de a décrit le style musical comme du metal progressif jazzy, mais les structures des chansons ne sont pas évidentes dès le début. Les chansons sont ici aussi instrumentales, et la basse, à laquelle on n'accorde généralement pas assez d'attention dans le genre metal, est bien audible. De plus, un saxophone a également été utilisé sur l'album.

## Discographie
- 1999 : Demo 1999 (démo)
- 2001 : Demo 2001 (démo)
- 2002 : Exivious (démo)
- 2009 : Exivious (album)
- 2013 : Liminal (album, Season of Mist)
- 2017 : Chrysalis - The Early Demos (compilation)